# Оконджа
Оконджа  (фр. Okondja) — город в Габоне, расположен в провинции Верхнее Огове. Административный центр департамента Себе-Бриколо.

## Географическое положение
Город расположен на высоте 335 метров над уровнем моря.

## Демография
Население города по годам:
| 1993  | 2010  |
| ----- | ----- |
| 5 193 | 9 326 |

## Известные уроженцы
- Тунгуи, Поль (род. 1950) — государственный, дипломатический и политический деятель Габона.